# Desembarcament carlí de la Ràpita
El desembarcament carlí de la Ràpita, també conegut per ortegada a causa del nom del comandament militar que el dugué a terme, va ser un intent d'alçament comandat pel general Jaime Ortega y Olleta, Capità General de les Illes Balears, l'1 d'abril del 1860 per a proclamar al pretendent carlí Carles Lluís de Borbó i destronar la reina Isabel II, mitjançant l'enviament d'una expedició militar a la península des de les Balears.

## El complot
El general Ortega, amb el suport del cardenal i arquebisbe de Toledo, Cirilo de Alameda y Brea, el pretendent Carles Lluís de Borbó i de Bragança i el seu germà Ferran de Borbó i de Bragança, així com alguns militars i funcionaris, va embarcar tres mil homes de les guarnicions situades a les Balears amb destinació a les proximitats del Delta de l'Ebre amb la intenció de provocar la revolta de diverses casernes a Catalunya i forçar l'abdicació de la reina Isabel II. Prèviament, el general havia estat informat per elements carlins que la reina abdicaria en el moment que diverses unitats s'unissin a la revolta. Tanmateix, el general Ramón Cabrera havia adreçat un escrit a Carles VI en què desaconsellava la seva participació per considerar que no tenia cap possibilitat d'èxit i perquè era una acció no dirigida pel carlisme.

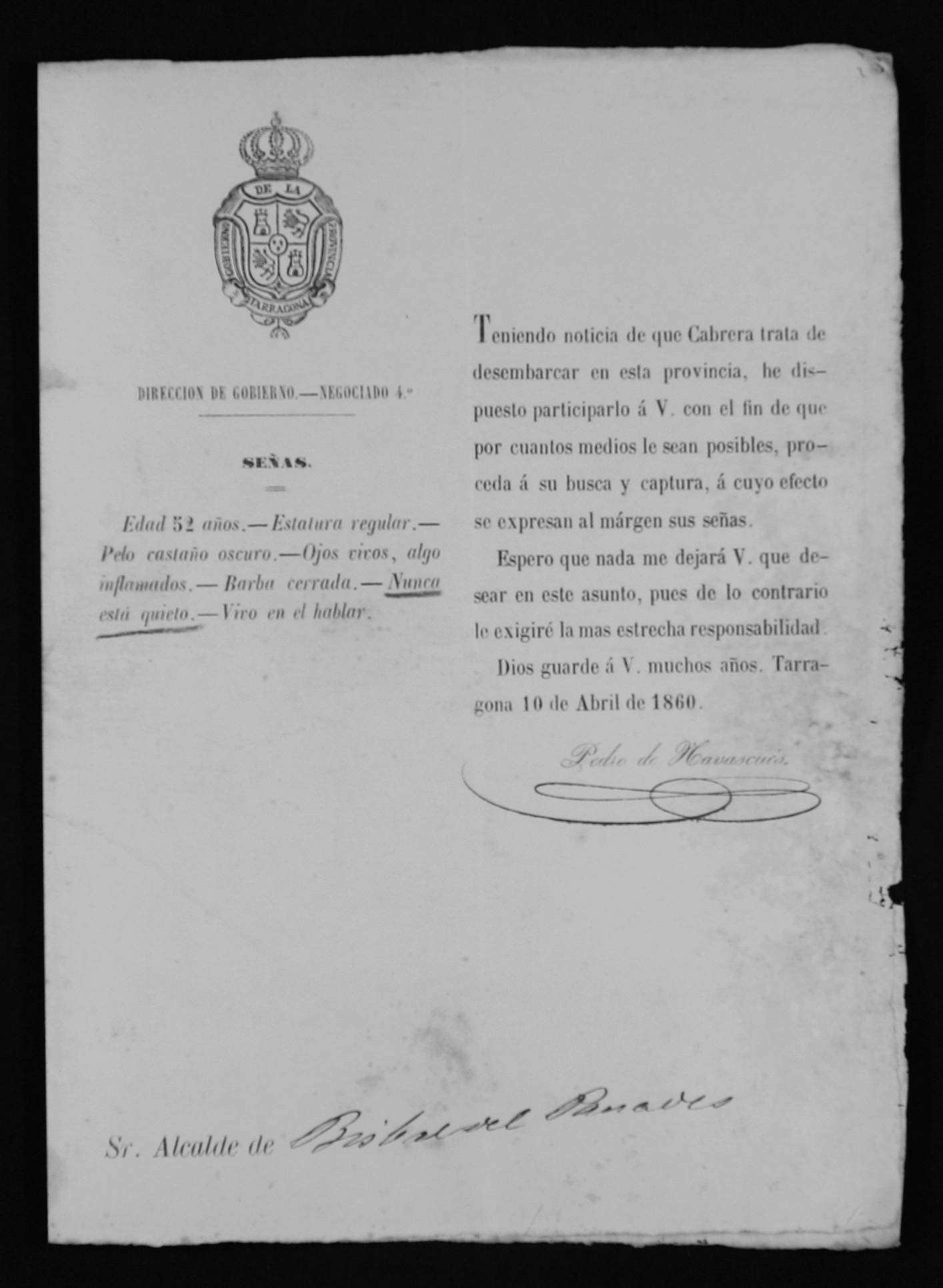
Ordre de crida i cerca de Ramon Cabrera (1860)

## El desembarcament
Sense informar els soldats dels motius de l'expedició i amb el coneixement de molt pocs oficials, van desembarcar a l'Ampolla i a la Ràpita el 2 d'abril, havent patit abans un intent de motí per part de la tropa, que sospitava de les intencions del general Ortega. Les forces es van tornar a agrupar a Amposta i el mateix dia, després del desembarcament, es van dirigir cap a la ciutat de Tortosa.
El descontentament creixent va fer que el matí del dia 3, a l'altura de la Creu del Coll, diversos oficials es neguessin a continuar l'expedició si no se'ls donaven explicacions. Sospitant les intencions de l'expedició, el coronel del Provincial de Tarragona Rodríguez Vera va llençar crits a favor de la reina i del govern i la tropa va respondre de forma gairebé unànime. Llavors el general Ortega va creure necessari realitzar una arenga a favor del pretendent carlí, el qual era amagat. L'animadversió dels oficials i la tropa a les pretensions del general van ser immediates, cosa que va obligar el pretendent carlí a fugir cap a Ulldecona per evitar les ires de l'exèrcit. Només alguns suboficials van donar suport a Ortega, però la majoria de l'exèrcit es va negar a marxar sobre Tortosa, fent crits a favor d'Isabel II.
El dia 4 la tropa expedicionària es revoltà i obligà a fugir el general Ortega, que es reuní en el camí cap a Ulldecona amb diversos militars i amb el pretendent i el seu germà, alertant-los del fracàs de l'aixecament. Continuant la fugida, el general Ortega fou capturat a Calanda. Jutjat per un tribunal militar en Consell de Guerra el 17 d'abril a Tortosa, va ser condemnat a mort per alta traïció i afusellat el matí següent.

## Conseqüències
El pretendent Carles Lluís de Borbó i el seu germà Ferran van ser també capturats per la Guàrdia Civil el 21 d'abril a Ulldecona, però van ser amnistiats després pel govern a canvi que ambdós signessin la seva renúncia al tron d'Espanya i als seus drets dinàstics. A continuació, foren deportats a França. El govern va buscar infructuosament per les províncies de Tarragona i Castelló a Ramon Cabrera de qui pensaven que dirigia l'expedició. No el van trobar, era a Londres.